# Elid Helwigg
Elid Mayerli Helwigg Burgos (Ecuador, 17 de agosto de 1994) es una gimnasta ecuatoriana, campeona suramericana en Medellín 2010.

## Trayectoria
La trayectoria deportiva de Elid Mayerli Helwigg Burgos se identifica por su participación en los siguientes eventos nacionales e internacionales:

### Juegos Suramericanos
Fue reconocido su triunfo de ser la octava deportista con el mayor número de medallas de la selección de  Ecuador en los juegos de Medellín 2010.

#### Juegos Suramericanos de Medellín 2010
Su desempeño en la novena edición de los juegos, se identificó por obtener un total de 2 medallas:

- , Medalla de bronce: Ejercicio de Piso Mujeres
- , Medalla de bronce: Gimnasia Artística Salto Mujeres